# МКХ-10: Клас XVI. Окремі стани, що виникають в перинатальному періоді

## (P00-P96) Клас XVI. Окремі стани, що виникають в перинатальному періоді

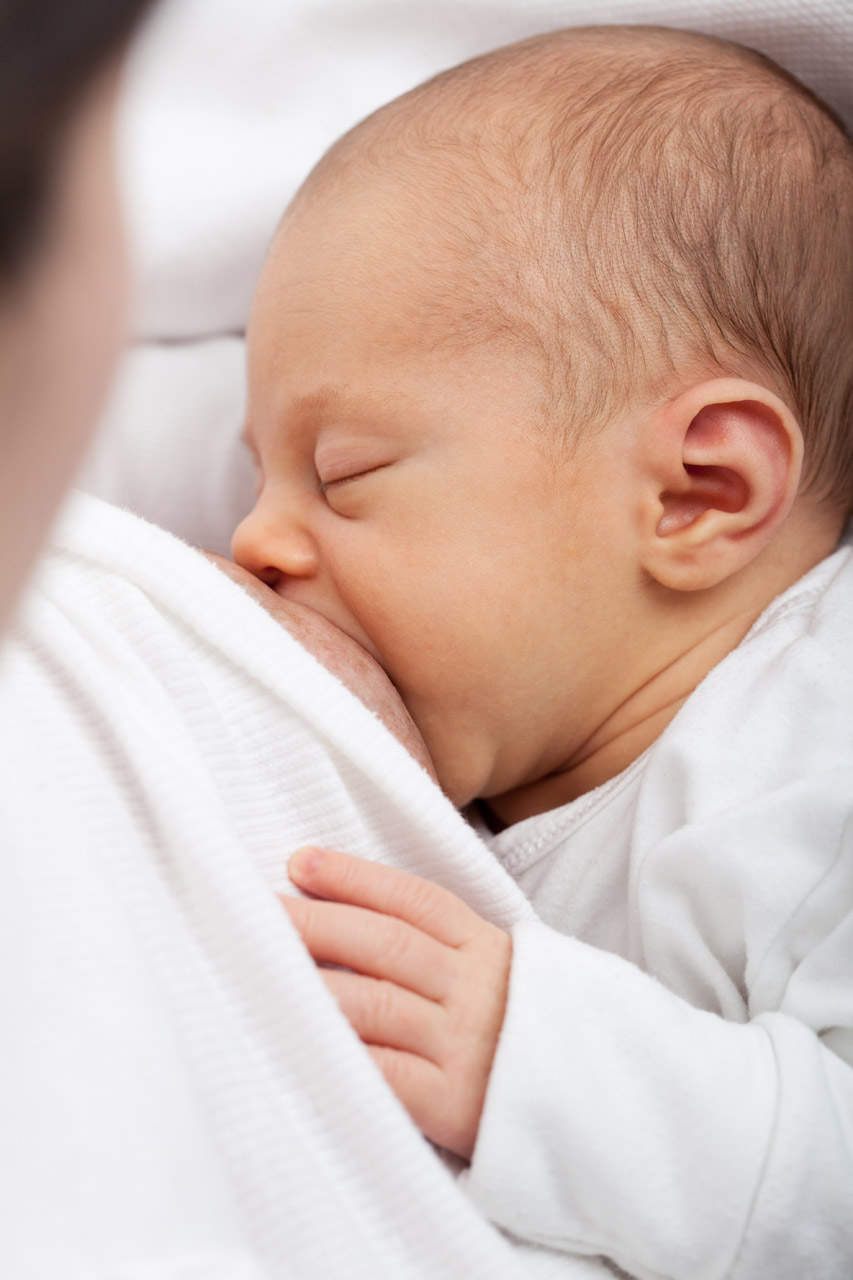
Немовля під час грудного годування

|  | Включаючи: порушення, які виникають у перинатальному періоді, навіть якщо смерть або хвороба наступають пізніше |
|  | Виключаючи: вроджені аномалії, деформації та хромосомні порушення (Q00-Q99); хвороби ендокринної системи, розлади харчування та порушення обміну речовин (E00-E90); травми, отруєння та деякі інші наслідки дії зовнішніх причин (S00-T98); новоутворення (C00-D48); правець новонародженого (A33) |

### (P00-P04) Ураження плоду та новонародженого, обумовлені станом матері і ускладненнями вагітності, пологової діяльності та факторами розродження
|         | Включаючи: перелічені нижче стани матері, коли вони уточнені як причина смерті чи хвороби плоду або новонародженого |
| (P00)   | Ураження плоду та новонародженого, обумовлені станами матері, які можуть бути не пов'язані з теперішньою вагітністю |
|         | Виключаючи: ураження плоду та новонародженого, обумовлені ускладненнями вагітності у матері(P01.-), транзиторні ендокринні розлади та порушення обміну речовин, характерні для плоду чи новонародженого (P70-P74), ураження плоду та новонародженого, обумовлені дією шкідливих речовин, які надходять через плаценту або грудне молоко(P04.-) |
| (P00.0) | Ураження плоду та новонародженого, обумовлені гіпертонічними порушеннями у матері |
|         | Ураження плоду та новонародженого, обумовлені станами матері, класифікованими в рубриках O10-O11, O13-O16 |
| (P00.1) | Ураження плоду та новонародженого, обумовлені хворобами нирок та сечовивідного тракту у матері |
|         | Ураження плоду та новонародженого, обумовлені станами матері, класифікованими в рубриках N00-N39 |
| (P00.2) | Ураження плоду та новонародженого, обумовлені інфекційними та паразитарними хворобами матері |
|         | Ураження плоду та новонародженого, обумовлені інфекційними хворобами матері, класифікованими в рубриках A00-B99 та J09-J11, але без прояву цих хвороб у плоду та новонародженого |
|         | Виключаючи: інфекції, специфічні для перинатального періоду (P35-P39); інфекції статевих шляхів та інші локалізовані інфекції у матері (P00.8) |
| (P00.3) | Ураження плоду та новонародженого, обумовлені іншими хворобами системи кровообігу та органів дихання у матері |
|         | Ураження плоду та новонародженого, обумовлені станами матері, класифікованими в рубриках I00-I99, J00-J99, Q20-Q34, але не включені в рубрики P00.0, P00.2 |
| (P00.4) | Ураження плоду та новонародженого, обумовлені розладами харчування у матері |
|         | Ураження плоду та новонародженого, обумовлені станами матері, класифікованими в рубриках E40-E64 |
|         | Недостатність харчування матері БДВ |
| (P00.5) | Ураження плоду та новонародженого, обумовлені травмою матері |
|         | Ураження плоду та новонародженого, обумовлені станами матері, класифікованими в рубриках S00-T79 |
| (P00.6) | Ураження плоду та новонародженого, обумовлені хірургічним втручанням у матері |
|         | Виключаючи: ураження плоду та новонародженого, обумовлене застосуванням кесаревого розтину при розродженні (P03.4); пошкодження плаценти при амніоцентезі, кесаревому розтині або хірургічному втручанні (P02.1); попереднє хірургічне втручання на матці та тазових органах (P03.8); переривання вагітності, вплив на плід (P96.4)            |
| (P00.7) | Ураження плоду та новонародженого, обумовленого іншими медичними процедурами на матері, не класифіковані в інших рубриках |
|         | Ураження плоду та новонародженого, обумовленого радіологічними процедурами на матері |
|         | Виключаючи: пошкодження плаценти при амніоцентезі, кесаревому розтині або хірургічному втручанні (P02.1); ураження плоду та новонародженого, обумовлені з іншими ускладненнями пологової діяльності та розродження (P03.-) |
| (P00.8) | Ураження плоду та новонародженого, обумовлені іншими станами матері |
|         | Ураження плоду та новонародженого, обумовлені станами, класифікованими в рубриках T80-T88 |
|         | Ураження плоду та новонародженого, обумовленого інфекцією статевих шляхів та інших локалізацій у матері |
|         | Ураження плоду та новонародженого, обумовленого системним червоним вовчаком у матері |
|         | Виключаючи: транзиторні ендокринні розлади та порушення обміну речовин, характерні для плоду чи новонародженого (P70-P74) |
| (P00.9) | Ураження плоду та новонародженого, обумовлене неуточненим станом матері |
| (P01)   | Ураження плоду та новонародженого, обумовлені ускладненнями вагітності у матері |
| (P01.0) | Ураження плоду та новонародженого, обумовлені істміко-цервікальною недостатністю |
| (P01.1) | Ураження плоду та новонародженого, обумовлені передчасним розривом плодових оболонок |
| (P01.2) | Ураження плоду та новонародженого, обумовлене алігогідрамніном |
|         | Виключаючи: ураження плоду та новонародженого, обумовлені передчасним розривом оболонок (P01.1) |
| (P01.3) | Ураження плоду та новонародженого, обумовлене полігідрамніоном |
|         | Гідрамніон |
| (P01.4) | Ураження плоду та новонародженого, обумовлене позаматковою вагітністю |
|         | Черевна вагітність [ позаматкова вагітність ] |
| (P01.5) | Ураження плоду та новонародженого, обумовлене багатоплідною вагітністю |
|         | При вагітності трійнею |
|         | При вагітності двійнятами |
| (P01.6) | Ураження плоду та новонародженого, обумовлене смертю матері |
| (P01.7) | Ураження плоду та новонародженого, обумовлене неправильним передлежанням плоду перед пологами |
|         | Сідничне передлежання перед пологами |
|         | Наріжний поворот (передлежання) перед пологами |
|         | Лицьове (передлежання) перед пологами |
|         | Поперечне положення (передлежання) перед пологами |
|         | Нестійке положення (передлежання) перед пологами |
| (P01.8) | Ураження плоду та новонародженого, обумовлене іншими ускладненнями вагітності у матері |
|         | Самовільний викидень, вплив на плід |
| (P01.9) | Ураження плоду та новонародженого, обумовлене ускладненням вагітності у матері, неуточнене |
| (P02)   | Ураження плоду та новонародженого, обумовлені ускладненнями з боку плаценти, пуповини та плодових оболонок |
| (P02.0) | Ураження плоду та новонародженого, обумовлене передлежанням плаценти |
| (P02.1) | Ураження плоду та новонародженого, обумовлене іншими формами відділення плаценти та кровотечею |
|         | Відшарування плаценти |
|         | Раптова кровотеча |
|         | Допологова кровотеча |
|         | Пошкодження плаценти при амніоцентезі, кесаревому розтині або хірургічному втручанні |
|         | Втрата крові у матері |
|         | Передчасне відділення плаценти |
| (P02.2) | Ураження плоду та новонародженого, обумовлені іншими та неуточненими морфологічними і функціональними аномаліями плаценти |
|         | Плацентарна дисфункція |
|         | Плацентарний інфаркт |
|         | Плацентарна недостатність |
| (P02.3) | Ураження плоду та новонародженого, обумовлене синдромом плацентарної трансфузії |
|         | Аномалії плаценти та пуповини, які викликають трансфузію від плоду до плоду або іншу плацентарну трансфузію |
| (P02.4) | Ураження плоду та новонародженого, обумовлене випаданням пуповини |
| (P02.5) | Ураження плоду та новонародженого, обумовлене іншим здавленням пупкового канатика |
|         | Шийне обвиття пуповиною |
|         | Заплутування пуповини |
|         | Вузол в пуповині |
| (P02.6) | Ураження плоду та новонародженого, обумовлене неуточненими станами пупкового канатика |
|         | Коротка пуповина |
|         | Передлежання сосуду |
|         | Виключаючи: одиночну пупкову артерію (Q27.0) |
| (P02.7) | Ураження плоду та новонародженого, обумовлене хоріоамніонітом (ураження хоріону) |
|         | Амніоніт (ураження амніону) |
|         | Мембраніт |
|         | Плацентит |
| (P02.8) | Ураження плоду та новонародженого, обумовлені іншими аномаліями оболонок |
| (P02.9) | Ураження плоду та новонародженого, обумовлене аномалією оболонок, неуточнене |
| (P03)   | Ураження плоду та новонародженого, обумовлені з іншими ускладненнями пологової діяльності та розродження |
| (P03.0) | Ураження плоду та новонародженого, обумовлене розродженням при сідничному перележанні та екстракцією плоду |
| (P03.1) | Ураження плоду та новонародженого, обумовлене іншим неправильним передлежанням, положенням та диспропорцією розмірів тазу і плоду в ході пологів та розродження |
|         | Звужений таз |
|         | Ураження плоду та новонародженого, обумовлені станами, класифікованими в рубриках O64-O66 |
|         | Стійке високе стояння головки |
|         | Поперечне положення |
| (P03.2) | Ураження плоду та новонародженого, обумовлене застосуванням щипців при розродженні |
| (P03.3) | Ураження плоду та новонародженого, обумовлене застосуванням вакуум-екстрактора [ акушерського] при розродженні |
| (P03.4) | Ураження плоду та новонародженого, обумовлене застосуванням кесаревого розтину при розродженні |
| (P03.5) | Ураження плоду та новонародженого, обумовлене стрімкими пологами |
|         | Швидкий другий період |
| (P03.6) | Ураження плоду та новонародженого, обумовлене порушенням скоротливої діяльності матки |
|         | Ураження плоду та новонародженого, обумовлені станами, класифікованими в рубриці O62.-, за винятком підрубрики O62.3 |
|         | Гіпертонус матки |
|         | Інертна матка |
| (P03.8) | Ураження плоду та новонародженого, обумовлене іншими уточненими ускладненнями пологової діяльності та розродження |
|         | Аномалії материнських м'яких тканин |
|         | Плодоруйнуючі операції |
|         | Ураження плоду та новонародженого, обумовлені станами, класифікованими в рубриці O60-O75 і іншими процедурами, застосовуваними при пологах та розродженні, які не включені в рубрику P02.- та P03.0-P03.6 |
|         | Штучні пологи |
| (P03.9) | Ураження плоду та новонародженого, обумовлене ускладненнями пологової діяльності та розродження, неуточнене |
| (P04)   | Ураження плоду та новонародженого, обумовлені дією шкідливих речовин, які надходять через плаценту і грудне молоко |
|         | Включаючи: нетератогенні ефекти впливу речовин, які надходять через плаценту |
|         | Виключаючи: вроджені аномалії (Q00-Q99); неонатальну жовтуху, обумовлену ліками або токсинами, переданими від матері або даних новонародженому (P58.4) |
| (P04.0) | Ураження плоду та новонародженого, обумовлене анестезією та аналгезією при вагітності, пологах та розродженні матері |
|         | Реакції та інтоксикації, спричинені введенням матері опіатів та транквілізаторів при пологах та розродженні матері |
| (P04.1) | Ураження плоду та новонародженого, обумовлене іншими медикаментами, що використовуються матір'ю |
|         | Хіміотерапія при раку |
|         | Цитотоксичні препарати |
|         | Виключаючи: дизморфію, обумовлену варфарином (Q86.2); фетогідантоіновий синдром (Q86.1); вживання матір'ю наркотичних засобів (P04.4) |
| (P04.2) | Ураження плоду та новонародженого, обумовлене вживанням матір'ю тютюну |
| (P04.3) | Ураження плоду та новонародженого, обумовлене вживанням матір'ю алкоголю |
| (P04.3) | Виключаючи: алкогольний синдром у плоду (Q86.0) |
| (P04.4) | Ураження плоду та новонародженого, обумовлене звичним надмірним вживанням матір'ю лікарських засобів |
|         | Виключаючи: обумовлене анестезією та аналгезією у матері (P04.0); синдроми лікарської абстиненції у новонародженого при використанні матір'ю наркотичних засобів (P96.1) |
| (P04.5) | Ураження плоду та новонародженого, обумовлене використанням матір'ю поживних хімічних речовин |
| (P04.6) | Ураження плоду та новонародженого, обумовлене впливом на матір хімічних речовин із навколишнього середовища |
| (P04.8) | Ураження плоду та новонародженого, обумовлене іншими шкідливими впливами на матір |
| (P04.9) | Ураження плоду та новонародженого, обумовлене шкідливим впливом на матір, неуточнене |

### (P05-P08) Розлади, пов'язані з тривалістю вагітності та розміром плоду
| (P05)   | Сповільнений ріст та недостатність харчування плоду |
| (P05.0) | Маловагомий плід для даного [гестаційного] строку вагітності |
|         | Маловагомий плід для розрахованого терміну |
| (P05.1) | Малорослий плід для даного строку вагітності |
|         | Малорослий плід для розрахованого терміну |
|         | Малорослий та маловагомий плід для розрахованого терміну |
| (P05.2) | Недостатність харчування плоду без посилання на маловагомість чи малорослість для даного строку вагітності |
|         | Виключаючи: недостатність харчування плоду з посиланням на маловагомість для даного строку вагітності (P05.0); недостатність харчування плоду з посиланням на малорослість для даного строку вагітності(P05.1) |
| (P05.9) | Сповільнений ріст плоду, неуточнений |
|         | Затримка росту плоду БДВ |
| (P07)   | Розлади, пов'язані із скороченою вагітністю та низькою масою тіла при народженні, не класифіковані в інших рубриках                                                                                            |
|         | Включаючи: перераховані стани без подальшого уточнення, яке є причиною смерті, захворювання або надання додаткової допомоги новонародженому                                                                    |
|         | Виключаючи: стан низької маси тіла при народженні у зв'язку з уповільненим ростом та недостатністю харчування плоду (P05.-)                                                                                    |
| (P07.0) | Надзвичайно низька маса тіла при народженні |
| (P07.1) | Інша низька маса тіла при народженні |
| (P07.2) | Крайній ступінь незрілості |
| (P07.3) | Інша недоношеність немовлят |
|         | Недоношеність БДВ |
| (P08)   | Розлади, пов'язані з подовженою вагітністю та великою масою тіла при народженні |
|         | Включаючи: перераховані стани без подальшого уточнення, яке є причиною смерті, захворювання або надання додаткової допомоги плоду або новонародженому                                                          |
| (P08.0) | Винятково крупна дитина |
|         | Виключаючи: синдром немовляти від матері, хворої на діабет (P70.1); синдром немовляти від матері з діабетом вагітності (P70.0)                                                                                 |
| (P08.1) | Інші крупновагомі діти для даного строку вагітності |
|         | Інші плоди або новонароджені, маса тіла або ріст яких при народженні перевищують відповідні для даного терміну вагітності показники, незалежно від її терміну                                                  |
|         | Виключаючи: синдром немовляти від матері, хворої на діабет (P70.1); синдром немовляти від матері з діабетом вагітності (P70.0); коли маса тіла при народженні становить 4500 грам або більше (P08.0)           |
| (P08.2) | Переношена дитина, але не крупновагома для даного строку вагітності |
|         | Переношеність БДВ |

### (P10-P15) Пологова травма
| (P10)   | Розрив внутрішньочерепних тканин та крововилив внаслідок родової травми |
|         | Виключаючи: внутрішньочерепний (нетравматичний) крововплив плоду та новонародженого БДВ (P52.9); внутрішньочерепний нетравматичний крововилив у плоду та новонародженого, обумовлений аноксією або гіпоксією (P52.-) |
| (P10.0) | Субдуральний крововилив внаслідок родової травми |
|         | Субдуральна гематома (локалізована) внаслідок родової травми |
|         | Виключаючи: субдуральний крововилив, який супроводжує розрив мозочкового намету (P10.4) |
| (P10.1) | Церебральний крововилив внаслідок родової травми |
| (P10.2) | Внутрішньошлуночкова кровотеча внаслідок родової травми |
| (P10.3) | Субарахноїдальний крововилив внаслідок родової травми |
| (P10.4) | Розрив мозжечкового намету внаслідок родової травми |
| (P10.8) | Інші розриви внутрішньочерепних тканин та кровотечі внаслідок родової травми |
| (P10.9) | Неуточнений розрив внутрішньочерепної тканини та кровотеча внаслідок родової травми |
| (P11)   | Інші родові травми центральної нервової системи |
| (P11.0) | Набряк головного мозку внаслідок родової травми |
| (P11.1) | Інше уточнене церебральне порушення внаслідок родової травми |
| (P11.2) | Неуточнене церебральне порушення внаслідок родової травми |
| (P11.3) | Родова травма лицьового нерва |
|         | Виключаючи: параліч лицьового нерва внаслідок родової травми |
| (P11.4) | Родова травма інших черепних нервів |
| (P11.5) | Родова травма хребта та спинного мозку |
|         | Виключаючи: перелом хребта внаслідок родової травми |
| (P11.9) | Родова травма центральної нервової системи, неуточнена |
| (P12)   | Родове пошкодження волосистої частини голови |
| (P12.0) | Кефалогематома внаслідок родової травми |
| (P12.1) | Пошкодження волосся внаслідок родової травми |
| (P12.2) | Надчерепний субапоневротичний крововилив внаслідок родової травми |
| (P12.3) | Гематома на волосистій частині голови внаслідок родової травми |
| (P12.4) | Моніторінг пошкодження скальпу у новонародженого |
|         | Розріз шкіри для збору крові |
|         | Пошкодження волосистої частини голови кліпсою (електродом) |
| (P12.8) | Інші родові пошкодження волосистої частини голови |
| (P12.9) | Родове пошкодження волосистої частини голови, неуточнене |
| (P13)   | Родове пошкодження скелета |
|         | Виключаючи: родову травму хребта (P11.5) |
| (P13.0) | Перелом черепа внаслідок родової травми |
| (P13.1) | Інші родові пошкодження черепа |
|         | Виключаючи: кефалогематому (P12.0) |
| (P13.2) | Родова травма стегнової кістки |
| (P13.3) | Родова травма інших довгих кісток |
| (P13.4) | Перелом ключиці внаслідок родової травми |
| (P13.8) | Родові травми інших частин скелету |
| (P13.9) | Родове пошкодження скелета, неуточнене |
| (P14)   | Родове пошкодження периферичної нервової системи |
| (P14.0) | Параліч Ерба внаслідок родової травми |
| (P14.1) | Параліч Клюмпке внаслідок родової травми |
| (P14.2) | Параліч діафрагмального нерва внаслідок родової травми |
| (P14.3) | Інші родові пошкодження плечового сплетіння |
| (P14.8) | Родові пошкодження інших частин периферичної нервової системи |
| (P14.9) | Родове пошкодження периферичної нервової системи, неуточнене |
| (P15)   | Інші родові травми |
| (P15.0) | Родова травма печінки |
|         | Розрив печінки внаслідок родової травми |
| (P15.1) | Родова травма селезінки |
|         | Розрив селезінки внаслідок родової травми |
| (P15.2) | Пошкодження грудино-ключично-соскоподібного м'яза внаслідок родової травми |
| (P15.3) | Родова травма ока |
|         | Субкон'юнктивальний крововилив внаслідок родової травми |
|         | Травматична глаукома внаслідок родової травми |
| (P15.4) | Родова травма обличчя |
|         | Гіперемія обличчя внаслідок родової травми |
| (P15.5) | Родова травма зовнішніх статевих органів |
| (P15.6) | Підшкірні жирові некрози внаслідок родової травми |
| (P15.8) | Інші уточнені родові травми |
| (P15.9) | Родова травма, неуточнена |

### (P20-P29) Розлади дихальної та серцево-судинної системи, що виникають у перинатальному періоді
| (P20)   | Внутрішньоутробна [внутрішньоматкова] гіпоксія |
|         | Включаючи: порушення частоти серцебиття у плоду; плодовий або внутрішньоутробний ацидоз; плодова або внутрішньоутробна аноксія; плодова або внутрішньоутробна асфіксія; плодовий або внутрішньоутробний дистрес; плодова або внутрішньоутробна гіпоксія; меконій в навколоплідних водах; виокремлення меконію |
|         | Виключаючи: внутрішньочерепний нетравматичний крововилив, обумовлений аноксією або гіпоксією (P52.-) |
| (P20.0) | Внутрішньоутробна гіпоксія вперше відмічена до початку пологів |
| (P20.1) | Внутрішньоутробна гіпоксія вперше відмічена в ході пологів чи розродження |
| (P20.9) | Внутрішньоутробна гіпоксія, неуточнена |
| (P21)   | Асфіксія при пологах |
|         | Виключаючи: внутрішньоутробну гіпоксію або асфіксію (P20.-) |
| (P21.0) | Тяжка асфіксія при народженні |
|         | Асфіксія з оцінкою за шкалою Апгар 0-3 через 1 хвилину після народження |
|         | Біла асфіксія |
| (P21.1) | Легка або помірна асфіксія при народженні |
|         | Асфіксія з оцінкою за шкалою Апгар 4-7 через 1 хвилину після народження |
|         | Синя асфіксія |
| (P21.9) | Асфіксія при народженні, неуточнена |
|         | Аноксія БДВ |
|         | Асфіксія БДВ |
|         | Гіпоксія БДВ |
| (P22)   | Синдром респіраторного [ дистрес]-розладу у новонародженого |
|         | Виключаючи: респіраторну недостатність новонародженого (P28.5) |
| (P22.0) | Синдром дихального розладу у новонародженого |
|         | Хвороба гіалінових мембран |
| (P22.1) | Транзиторне тахіпное у новонародженого |
| (P22.8) | Інший синдром дихального розладу у новонародженого |
| (P22.9) | Синдром дихального розладу у новонародженого, неуточнений |
| (P23)   | Природжена пневмонія |
|         | Включаючи: інфекційну пневмонію, яка розвивається внутрішньоутробно або після народження |
|         | Виключаючи: неонатальну пневмонію, зумовлену аспірацією (P24.-) |
| (P23.0) | Природжена пневмонія, викликана вірусом |
|         | Виключаючи: природжену пневмонію, викликану вірусом краснухи (P35.0) |
| (P23.1) | Природжена пневмонія, викликана хламідіями [Chlamydia] |
| (P23.2) | Природжена пневмонія, викликана стафілококом |
| (P23.3) | Природжена пневмонія, викликана стрептококом групи B |
| (P23.4) | Природжена пневмонія, викликана кишковою паличкою [Escherichia coli] |
| (P23.5) | Природжена пневмонія, викликана Pseudomonas |
| (P23.6) | Природжена пневмонія, викликана іншими бактеріальними агентами |
|         | Haemophilus influenzae |
|         | Klebsiella pneumoniae |
|         | Мікоплазма |
|         | Стрептококи, за винятком групи B |
| (P23.8) | Природжена пневмонія, викликана іншими мікроорганізмами |
| (P23.9) | Природжена пневмонія, неуточнена |
| (P24)   | Синдроми неонатальної аспірації |
|         | Включаючи: неонатальну пневмонію, викликану аспірацією |
| (P24.0) | Неонатальна аспірація меконії |
| (P24.1) | Неонатальна аспірація амніотичної рідини та слизу |
|         | Аспірація навколоплідних вод |
| (P24.2) | Неонатальна аспірація крові |
| (P24.3) | Неонатальна аспірація молока та відригнутої іжі |
| (P24.8) | Інші синдроми неонатальної аспірації |
| (P24.9) | Синдром неонатальної аспірації, неуточнений |
|         | Неонатальна аспіраційна пневмонія БДВ |
| (P25)   | Інтерстиціальна емфізема та споріднені стани, які виникають в перинатальному періоді |
| (P25.0) | Інтерстиціальна емфізема, яка виникають в перинатальному періоді |
| (P25.1) | Пневмоторакс, який виникає в перинатальному періоді |
| (P25.2) | Пневмомедіастинум, який виникає в перинатальному періоді |
| (P25.3) | Пневмоперикард, який виникає в перинатальному періоді |
| (P25.8) | Інші стани, пов'язані з інтерстиціальною емфіземою, які виникають в перинатальному періоді |
| (P26)   | Легенева кровотеча, яка виникає в перинатальному періоді |
| (P26.0) | Трахеобронхіальна кровотеча, яка виникає в перинатальному періоді |
| (P26.1) | Масивна легенева кровотеча, яка виникає в перинатальному періоді |
| (P26.8) | Інші легеневі кровотечі, які виникають в перинатальному періоді |
| (P26.9) | Неуточнена легенева кровотеча, яка виникає в перинатальному періоді |
| (P27)   | Хронічна респіраторна хвороба, яка виникає в перинатальному періоді |
| (P27.0) | Синдром Вільсона-Мікіті |
|         | Легенева незрілість |
| (P27.1) | Бронхолегенева дисплазія, яка виникає в перинатальному періоді |
| (P27.8) | Інші хронічні респіраторні хвороби, які виникають в перинатальному періоді |
|         | Природжений фіброз легенів |
|         | Вентиляційна легеня у новонародженого |
| (P27.9) | Неуточнена хронічна легенева хвороба, яка виникає в перинатальному періоді |
| (P28)   | Інші респіраторні стани, які виникають в перинатальному періоді |
|         | Виключаючи: вроджені аномалії розвитку органів дихання (Q30-Q34) |
| (P28.0) | Первинний ателектаз у новонародженого |
|         | Первинне нерозправлення термінальних дихальних утворень |
|         | Легенева гіпоплазія, пов'язана з недоношеністю |
|         | Легенева незрілість БДВ |
| (P28.1) | Інший неуточнений ателектаз у новонароджених |
|         | Ателектаз БДВ |
|         | Частковий ателектаз |
|         | Вторинний ателектаз |
|         | Резорбціонний ателектаз без синдрому дихального розладу |
| (P28.2) | Приступи ціанозу у новонародженого |
|         | Виключаючи: апное у новонародженого (P28.3-P28.4) |
| (P28.3) | Первинний приступ апное уві сні новонародженого |
|         | Центральний приступ апное уві сні новонародженого |
|         | Приступ апное уві сні новонародженого БДВ |
|         | Обструктивний приступ апное уві сні новонародженого |
| (P28.4) | Інший приступ апное у новонародженого |
|         | Обструктивний приступ апное у новонародженого |
|         | Передчасний приступ апное у новонародженого |
|         | Виключаючи: обструктивний приступ апное уві сні новонародженого (P28.3) |
| (P28.5) | Респіраторна недостатність новонародженого |
| (P28.8) | Інші уточнені респіраторні стани у новонародженого |
|         | Природжений (гортанний) стридор БДВ |
|         | Нежить новонародженого |
|         | Виключаючи: ранній вроджений сифілітичний рініт (A50.0) |
| (P28.9) | Респіраторний стан новонародженого, неуточнений |
| (P29)   | Серцево-судинні розлади, які виникають в перинатальному періоді |
|         | Виключаючи: вроджені аномалії системи кровообігу (Q20-Q28) |
| (P29.0) | Неонатальна серцева недостатність |
| (P29.1) | Неонатальна кардінальна аритмія [порушення ритму серця] |
| (P29.2) | Неонатальна гіпертензія |
| (P29.3) | Стійкий фатальний кровообіг плоду |
|         | Затримка закриття артеріального протоку у новонародженого |
|         | Легенева (стійка) гіпертензія новонароджених |
| (P29.4) | Транзиторна міокардінальна ішемія новонародженого |
| (P29.8) | Інші серцево-судинні розлади, які виникають в перинатальному періоді |
| (P29.9) | Серцево-судинний розлад, який виникає в перинатальному періоді, неуточнений |

### (P35-P39) Інфекції, характерні для перинатального періоду
|         | Включаючи: інфекції, набуті внутрішньоутробно або під час пологів |
|         | Виключаючи: безсимптомну інфекцію, спричинену вірусом імунодефіциту людини [ВІЛ] (Z21); природжену гонококову інфекцію (A54.-); природжену пневмонію (P23.-); природжений сифіліс (A50.-); хвороби, зумовлені вірусом імунодефіциту людини [ВІЛ] (B20-B24); інфекційні хвороби, набуті після народження (A00-B99, J09-J11); кишкові інфекційні хвороби (A00-A09); лабораторне підтвердження носійства вірусу імунодефіциту людини [ВІЛ] (R75); інфекційні хвороби у матері як причина смерті або хвороби плоду або новонародженого, але без проявів цих хвороб у плоду або новонародженого (P00.2); правець новонародженого (A33) |
| (P35)   | Вроджені вірусні хвороби |
| (P35.0) | Синдром природженої краснухи |
|         | Природжений пневмоніт, викликаний вірусом краснухи |
| (P35.1) | Природжена цитомегаловірусна інфекція |
| (P35.2) | Природжена герпес-вірусна інфекція [ герпес простий ] |
| (P35.3) | Природжений вірусний гепатит |
| (P35.8) | Інші природжені вірусні хвороби |
|         | Природжена вітряна віспа |
| (P35.9) | Природжена вірусна хвороба, неуточнена |
| (P36)   | Бактеріальний сепсис новонародженого |
|         | Включаючи: природжену септицемію |
| (P36.0) | Сепсис новонародженого, викликаний стрептококом групи B |
| (P36.1) | Сепсис новонародженого, викликаний іншими та неуточненими стрептококами |
| (P36.2) | Сепсис новонародженого, викликаний золотистим стафілококом [Staphylococcus aureus] |
| (P36.3) | Сепсис новонародженого, викликаний іншими та неуточненими стафілококами |
| (P36.4) | Сепсис новонародженого, викликаний кишковою паличкою [Escherichia coli] |
| (P36.5) | Сепсис новонародженого, викликаний анаеробними мікроорганізмами |
| (P36.8) | Інший бактеріальний сепсис новонародженого |
| (P36.9) | Бактеріальний сепсис новонародженого, неуточнений |
| (P37)   | Інші вроджені інфекційні та паразитарні хвороби |
|         | Виключаючи: природжений сифіліс (A50.-); некротизуючий ентероколіт у плоду та новонародженого (P77); інфекційну неонатальну діарею (A00-A09); неінфекційну неонатальну діарею (P78.3); неонатальну офтальмію, спричинену гонококом (A54.3); правець новонародженого (A33) |
| (P37.0) | Природжений туберкульоз |
| (P37.1) | Природжений токсоплазмоз |
|         | Гідроцефалія, зумовлена природженим токсоплазмозом |
| (P37.2) | Неонатальний (дисемінований) лістеріоз |
| (P37.3) | Природжена блискавична трьохденна малярія |
| (P37.4) | Інша природжена малярія |
| (P37.5) | Неонатальний кандидомікоз |
| (P37.8) | Інші уточнені природжені інфекційні та паразитарні хвороби |
| (P37.9) | Природжена інфекційна чи паразитарна хвороба, неуточнена |
| (P38)   | Омфаліт новонародженого з незначною кровотечею чи без неї |
| (P39)   | Інші інфекції, специфічні для перинатального періоду |
| (P39.0) | Неонатальний інфекційний мастит |
|         | Виключаючи: набухання молочних залоз у новонародженого (P83.4); неінфекційний мастит у новонародженого (P83.4) |
| (P39.1) | Неонатальний кон'юнктивіт та дакріоцистит |
|         | Неонатальний кон'юнктивіт, викликаний хламідіями |
|         | Офтальмія новонародженого БДВ |
|         | Виключаючи: гонококовий кон’юнктивіт (A54.3) |
| (P39.2) | Внутрішньоамніотична інфекція плоду, не класифікована в інших рубриках |
| (P39.3) | Неонатальна інфекція сечовивідного тракту |
| (P39.4) | Неонатальна інфекція шкіри |
|         | Неонатальна піодермія |
|         | Виключаючи: пухирчатку новонародженого (L00); синдром стафілококового ураження шкіри у вигляді опікоподібних бульбашок (L00) |
| (P39.8) | Інші уточнені інфекції, специфічні для перинатального періоду |
| (P39.9) | Інфекція, специфічна для перинатального періоду,неуточнена |

### (P50-P61) Геморагічні та гематологічні порушення у плоду та новонародженого
|         | Виключаючи: вроджений стеноз та стриктуру жовчовивідних проток (Q44.3); синдром Криглера — Найяра (E80.5); синдром Дабіна — Джонсона (E80.6); синдром Жильбера (E80.4); спадкові гемолітичні анемії (D55-D58)  |
| (P50)   | Втрата крові у плоду |
|         | Виключаючи: природжену анемію від втрати крові плодом (P61.3) |
| (P50.0) | Втрата крові у плоду із передлежащої судини |
| (P50.1) | Втрата крові у плоду із розірваної пуповини |
| (P50.2) | Втрата крові у плоду із плаценти |
| (P50.3) | Кровотеча в другого близнюка при однояйцевих двійнятах |
| (P50.4) | Кровотеча в кровоносну систему матері |
| (P50.5) | Втрата крові плодом із перерізаного кінця пуповини при однояйцевій двійні |
| (P50.8) | Інша втрата крові у плоду |
| (P50.9) | Втрата крові у плоду, неуточнена |
|         | Втрата крові у плоду БДВ |
| (P51)   | Кровотеча із пуповини у новонародженого |
|         | Виключаючи: омфаліт новонародженого з незначною кровотечею (P38) |
| (P51.0) | Масивна кровотеча із пуповини новонародженого |
| (P51.8) | Інша кровотеча із пуповини новонародженого |
|         | Зісковзування лігатури з кукси пуповини БДВ |
| (P51.9) | Кровотеча із пуповини новонародженого, неуточнена |
| (P52)   | Внутрішньочерепний нетравматичний крововилив у плоду та новонародженого |
|         | Включаючи: внутрішньочерепний крововилив внаслідок аноксії або гіпоксії |
|         | Виключаючи: внутрішньочерепний крововилив внаслідок родової травми (P10.-); внутрішньочерепний крововилив, обумовлені травмою матері (P00.5); внутрішньочерепний крововилив, спричинений іншою травмою (S06.-) |
| (P52.0) | Внутрішньошлуночковий (нетравматичний) крововилив 1 ступіню у плоду та новонародженого |
|         | Субепендимальний крововилив (без внутрішньошлуночкового поширення) |
| (P52.1) | Внутрішньошлуночковий (нетравматичний крововплив 2 ступіню у плоду та новонародженого |
|         | Субепендимальний крововилив з внутрішньошлуночковим поширенням |
| (P52.2) | Внутршшлуночковий (нетравматичний) крововплив 3 ступіню плоду та новонародженого |
|         | Субепендимальний крововилив з внутрішньошлуночковим та внутрішньочерепним поширенням |
| (P52.3) | Неуточнений внутрішньошлуночковий (нетравматичний) крововплив плоду та новонародженого |
| (P52.4) | Внутрішньошлуночковий (нетравматичний крововплив, плоду та новонародженого |
| (P52.5) | Субарахноїдальний (нетравматичний) крововплив,плоду та новонародженого |
| (P52.6) | Мозочкоий (нетравматичний) крововплив та крововплив в задню черепну ямку плоду та новонародженого |
| (P52.8) | Інші внутрішньочерепні (нетравматичні) крововиливи плоду та новонародженого |
| (P52.9) | Внутрішньошньочерепний (нетравматичний) крововплив плоду та новонародженого, неуточнений |
| (P53)   | Геморагічна хвороба плоду та новонародженого |
|         | Включаючи: дефіцит вітаміну K у новонародженого |
| (P54)   | Інші неонатальні кровотечі |
|         | Виключаючи: втрату крові у плоду (P50.-); легеневу кровотечу, яка виникає в перинатальному періоді (P26.-) |
| (P54.0) | Гематемезис у новонародженого |
|         | Виключаючи: внаслідок заковтування материнської крові (P78.2) |
| (P54.1) | Мелена у новонародженого |
|         | Виключаючи: внаслідок заковтування материнської крові (P78.2) |
| (P54.2) | Ректальна [з прямої кишки] кровотеча у новонародженого |
| (P54.3) | Інша неонатальна шлунково-кишкова кровотеча |
| (P54.4) | Неонатальний крововилив в надниркову залозу |
| (P54.5) | Неонатальний крововилив в шкіру |
|         | Забита рана у плоду або новонародженого |
|         | Екхімози у плоду або новонародженого |
|         | Петехія у плоду або новонародженого |
|         | Поверхнева гематома у плоду або новонародженого |
|         | Виключаючи: гематому на волосистій частині голови внаслідок родової травми (P12.3); кефалогематому внаслідок родової травми (P12.0)                                                                            |
| (P54.6) | Неонатальна вагінальна кровотеча |
|         | Псевдоменструація |
| (P54.8) | Інші уточнені неонатальні кровотечі |
| (P54.9) | Неонатальна кровотеча, неуточнена |
| (P55)   | Гемолітична хвороба у плоду та новонародженого |
| (P55.0) | Резус-конфлікт плоду та новонародженого |
| (P55.1) | АВО-ізоімунізація плоду та новонародженого |
| (P55.8) | Інші гемолітичні хвороби плоду та новонародженого (анти-резус-E, анти-резус-c та анти-резус-Kell) |
| (P55.9) | Гемолітична хвороба плоду та новонародженого, неуточнена |
| (P56)   | Водянка плоду внаслідок гемолітичної хвороби |
|         | Виключаючи: водянку плоду БДВ (P83.2); водянку плоду БДВ не обумовлену гемолітичною хворобою (P83.2) |
| (P56.0) | Водянка плоду, обумовлена ізоімунізацією |
| (P56.9) | Водянка плоду внаслідок іншої та неуточненої гемолітичної хвороби |
| (P57)   | Ядрова жовтуха |
| (P57.0) | Ядерна жовтяниця, обумовлена ізоімунізацією |
| (P57.8) | Інша уточнена ядерна жовтуха |
|         | Виключаючи: синдром Криглера — Найяра (E80.5) |
| (P57.9) | Ядерна жовтуха, неуточнена |
| (P58)   | Жовтуха у новонародженого внаслідок інших видів надмірного гемолізу |
|         | Виключаючи: жовтуху, обумовлена ізоімунізацією (P55-P57) |
| (P58.0) | Жовтяниця новонароджених обумовлена синцями |
| (P58.1) | Жовтяниця новонароджених внаслідок кровотечі |
| (P58.2) | Жовтяниця новонароджених внаслідок інфекції |
| (P58.3) | Жовтяниця новонароджених внаслідок поліцитемії |
| (P58.4) | Жовтяниця новонароджених, обумовлена ліками або токсинами, переданими від матері або введених новонародженому                                                                                                  |
| (P58.5) | Жовтяниця новонароджених, обумовлена заковтуванням материнської крові |
| (P58.8) | Жовтяниця новонароджених внаслідок іншого уточненого надмірного гемолізу |
| (P58.9) | Жовтяниця новонароджених внаслідок надмірного гемолізу, неуточненого |
| (P59)   | Жовтуха у новонароджених від інших та неуточнених причин |
|         | Виключаючи: обумовлену вродженими порушеннями обміну речовин (E70-E90); ядерну жовтуху (P57.-) |
| (P59.0) | Неонатальна жовтуха, пов'язана з передчасним розродженням |
|         | Гіпербілірубінемія недоношених |
|         | Неонатальна жовтуха |
| (P59.1) | Синдром згущеної жовчі внаслідок сповільненою кон'югації білірубіну, пов'язана з передчасним розродженням |
| (P59.2) | Неонатальна жовтуха від іншого та неуточненого ураження клітин печінки |
|         | Плодовий або неонатальний гепатит гігантської клітини |
|         | Плодовий або неонатальний (ідіопатичний) гепатит |
|         | Виключаючи: природжений вірусний гепатит (P35.3) |
| (P59.3) | Неонатальна жовтуха від інгібітора грудного молока |
| (P59.8) | Неонатальна жовтуха від інших уточнених причин |
| (P59.9) | Неонатальна жовтуха, неуточнена |
|         | Фізіологічна жовтяниця (інтенсивна)(тривала) БДВ |
| (P60)   | Дисемінована внутрішньосудинна коагуляція [розсіяне внутрішньосудинне згортання крові] у плоду та новонародженого                                                                                              |
|         | Включаючи: синдром дефібрінації у плоду або новонародженого |
| (P61)   | Інші перинатальні гематологічні порушення |
|         | Включаючи: транзиторну гіпогаммаглобулінемію (D80.7) |
| (P61.0) | Транзиторна неонатальна тромбоцитопенія |
|         | Неонатальна тромбоцитопенія, зумовлена обмінною трансфузією |
|         | Неонатальна тромбоцитопенія, зумовлена ідіопатичною тромбоцитопенією у матері |
|         | Неонатальна тромбоцитопенія, зумовлена ізоіммунізацією |
| (P61.1) | Поліцитемія новонародженого |
| (P61.2) | Анемія недоношених |
| (P61.3) | Природжена анемія від втрати крові плодом |
| (P61.4) | Інші природжені анемії, не класифіковані в інших рубриках |
|         | Природжена анемія БДВ |
| (P61.5) | Транзиторна неонатальна нейтропенія |
| (P61.6) | Інші транзиторні неонатальні розлади коагуляції |
| (P61.8) | Інші уточнені перинатальні гематологічні порушення |
| (P61.9) | Перинатальне гематологічне порушення, неуточнене |

### (P70-P74) Транзиторні ендокринні розлади та порушення обміну речовин, характерні для плоду та новонародженого
|         | Включаючи: транзиторні ендокринні та метаболічні розлади, як відповідь на ендокринні та метаболічні розлади у матері або на пристосування до позаматкового існування |
| (P70)   | Транзиторні порушення вуглеводного обміну, специфічні для плоду та новонародженого                                                                                   |
| (P70.0) | Синдром немовляти від матері з діабетом вагітності |
|         | Гестаційний діабет у матері, який вражає плід або новонародженого (з гіпоглікемією)                                                                                  |
| (P70.1) | Синдром немовляти від матері, хворої на діабет |
|         | Цукровий діабет (який розвинувся до вагітності) у матері, який вражає плід або новонародженого (з гіпоглікемією)                                                     |
| (P70.2) | Неонатальний цукровий діабет |
| (P70.3) | Ятрогенна неонатальна гіпоглікемія |
| (P70.4) | Інша неонатальна гіпоглікемія |
|         | Транзиторна неонатальна гіпоглікемія |
| (P70.8) | Інші транзиторні порушення вуглеводного обміну у плоду та новонародженого                                                                                            |
| (P70.9) | Транзиторне порушення вуглеводного обміну у плоду та новонародженого, неуточнене                                                                                     |
| (P71)   | Транзиторні неонатальні порушення обміну кальцію та магнію у новонародженого                                                                                         |
| (P71.0) | Гіпокальцоємія від коров'ячого молока у новонароджених |
| (P71.1) | Інша неонатальна гіпокальцоємія |
|         | Виключаючи: транзиторну неонатальну гіпоглікемію (P71.4) |
| (P71.2) | Неонатальна гіпомагнезіємія |
| (P71.3) | Неонатальна тетанія без недостатності кальцію чи магнію |
|         | Неонатальна тетанія БДВ |
| (P71.4) | Транзиторний неонатальний гіпопаратиреоїдизм |
| (P71.8) | Інші транзиторні неонатальні порушення обміну кальцію та магнію |
| (P71.9) | Транзиторне неонатальне порушення обміну кальцію та магнію, неуточнене                                                                                               |
| (P72)   | Інші транзиторні неонатальні ендокринні порушення |
|         | Виключаючи: вроджений гіпотиреоз із зобом або без нього (E03.0-E03.1); дисгормональний зоб (E07.1); синдром Пендреда (E07.1)                                         |
| (P72.0) | Неонатальний зоб, не класифікований в інших рубриках |
|         | Транзиторний природжений зоб з нормальною функцією |
| (P72.1) | Транзиторний неонатальний гіпертиреоїдизм |
|         | Неонатальний тиреотоксикоз |
| (P72.2) | Інші транзиторні неонатальні порушення тиреоїдної функції [щитоподібної залози], не класифіковані в інших рубриках                                                   |
|         | Транзиторний неонатальний гіпотиреоз |
| (P72.8) | Інші уточнені транзиторні неонатальні ендокринні порушення |
| (P72.9) | Транзиторне неонатальне ендокринне порушення, неуточнене |
| (P74)   | Інші транзиторні неонатальні порушення електролітів та обміну речовин [водно-сольового обміну] у новонародженого                                                     |
| (P74.0) | Пізній метаболічний ацидоз у новонародженого |
| (P74.1) | Дегідратація новонародженого |
| (P74.2) | Порушення натрієвого балансу у новонародженого |
| (P74.3) | Порушення калієвого балансу у новонародженого |
| (P74.4) | Інші транзиторні електролітні порушення у новонародженого |
| (P74.5) | Транзиторне тирозинемія у новонародженого |
| (P74.8) | Інші транзиторні метаболічні порушення у новонародженого |
| (P74.9) | Транзиторне метаболічне порушення у новонародженого, неуточнене |

### (P75-P78) Розлади системи травлення у плоду та новонародженого
| (P75)   | [☆] Меконієвий ілеус [кишкова непрохідність] при кістозному фіброзі (E84.1[†])                              |
| (P75.0) | Синдром меконієвої пробки                                                                                   |
| (P76)   | Інші види непрохідності кишечника у новонародженого                                                         |
| (P76.0) | Синдром меконієвої пробки                                                                                   |
| (P76.1) | Транзиторний ілеус у новонародженого                                                                        |
|         | Виключаючи: хворобу Гіршпрунга (Q43.1)                                                                      |
| (P76.2) | Кишкова непрохідність внаслідок згущення молока                                                             |
| (P76.8) | Інша непрохідність кишечника у новонародженого                                                              |
|         | Виключаючи: непрохідність кишечника, класифіковану в рубриці K56.0-K56.5                                    |
| (P76.9) | Непрохідність кишечника у новонародженого, неуточнена                                                       |
| (P77)   | Некротизуючий ентероколіт у плоду та новонародженого                                                        |
| (P78)   | Інші розлади системи травлення в перинатальному періоді                                                     |
|         | Виключаючи: неонатальну шлунково-кишкову кровотечу (P54.0-P54.3)                                            |
| (P78.0) | Перфоранія кишечника в перинатальному періоді                                                               |
|         | Меконієвий перитоніт                                                                                        |
| (P78.1) | Інший неонатальний перитоніт                                                                                |
|         | Неонатальний перитоніт БДВ                                                                                  |
| (P78.2) | Неонатальний гематемезис та мелена внаслідок заковтування материнської крові                                |
| (P78.3) | Неінфекційна неонатальна діарея                                                                             |
|         | Неонатальна діарея БДВ                                                                                      |
|         | Виключаючи: неонатальну діарею БДВ в країнах, де можна припустити інфекційне походження цього стану (A09.-) |
| (P78.8) | Інші уточнені розлади системи травлення в перинатальному періоді                                            |
|         | Природжений цироз (печінки)                                                                                 |
|         | Неонатальний рефлюкс стравоходу                                                                             |
|         | Пептична виразка у новонародженого                                                                          |
| (P78.9) | Розлад системи травлення в перинатальному періоді,неуточнений                                               |

### (P80-P83) Стани, що торкаються шкірного покриву та терморегуляції у плоду та новонародженого
| (P80)   | Гіпотермія у новонародженого |
| (P80.0) | Синдром холодової травми |
|         | Виключаючи: легку гіпотермію у новонародженого (P80.8) |
| (P80.8) | Інша гіпотермія у новонародженого |
|         | Легка гіпотермія у новонародженого |
| (P80.9) | Гіпотермія у новонародженого, неуточнена |
| (P81)   | Інші порушення терморегуляції у новонародженого |
| (P81.0) | Гіпертермія у новонародженого від навколишнього середовища |
| (P81.8) | Інші уточнені порушення терморегуляції у новонародженого |
| (P81.9) | Порушення терморегуляції у новонародженого, неуточнене |
|         | Лихоманка у новонародженого БДВ |
| (P83)   | Інші стани зовнішнього покриву, специфічні для плоду та новонародженого |
|         | Виключаючи: вроджені аномалії шкіри та інших зовнішніх покривів (Q80-Q84); себорею голови [чепчик] у немовлят (L21.0); пелюшковий дерматит (L22); водянку плоду внаслідок гемолітичної хвороби (P56.-); неонатальну інфекцію шкіри (P39.4); синдром стафілококового ураження шкіри у вигляді опікоподібних бульбашок (L00) |
| (P83.0) | Склередема у новонародженого |
| (P83.1) | Неонатальна токсична еритема |
| (P83.2) | Водянка плоду не обумовлена гемолітичною хворобою |
|         | Водянка плоду БДВ |
| (P83.3) | Інший та неуточнений набряк, специфічний для плоду та новонародженого |
| (P83.4) | Гіперемія та набухання молочних залоз у новонародженого |
|         | Неінфекційний мастит у новонародженого |
| (P83.5) | Природжене гідроцеле |
| (P83.6) | Пупковий поліп у новонародженого |
| (P83.8) | Інші уточнені стани зовнішнього покриву, специфічні для плоду та новонародженого |
|         | Синдром бронзової шкіри |
|         | Неонатальна склеродермія |
|         | Кропив'янка новонародженого |
| (P83.9) | Стан зовнішнього покриву, специфічний для плоду та новонародженого, неуточнений |

### (P90-P96) Інші розлади, що виникають у перинатальному періоді
| (P90)   | Судоми у новонародженого |
|         | Виключаючи: доброякісні неонатальні судоми (сімейні) (G40.3) |
| (P91)   | Інші розлади церебрального статусу у новонародженого |
| (P91.0) | Неонатальна церебральна ішемія |
| (P91.1) | Придбані перивентрикулярні кісти у новонародженого |
| (P91.2) | Неонатальна церебральна лейкомаляція |
| (P91.3) | Неонатальна церебральна подразливість |
| (P91.4) | Неонатальна церебральна депресія |
| (P91.5) | Неонатальна церебральна кома |
| (P91.8) | Інші уточнені розлади церебрального статусу у новонародженого |
| (P91.9) | Порушення церебрального статусу у новонародженого, неуточнене |
| (P92)   | Проблеми вигодовування новонародженого |
| (P92.0) | Блювання у новонародженого |
| (P92.1) | Зригування та пережовування у новонародженого |
| (P92.2) | Мляве смоктання [вигодовування] у новонародженого |
| (P92.3) | Недогодовування новонародженого |
| (P92.4) | Перегодовування новонародженого |
| (P92.5) | Труднощі у вигодовуванні груддю немовляти |
| (P92.8) | Інші проблеми вигодовування новонародженого |
| (P92.9) | Проблема вигодовування новонародженого, неуточнена |
| (P93)   | Реакції та інтоксикації, обумовлені лікарськими засобами, призначеними для плоду та новонародженого |
|         | Включаючи: сірий синдром у новонародженого внаслідок застосування хлорамфеніколу |
|         | Виключаючи: неонатальну жовтуху, обумовлену ліками або токсинами, переданими від матері або введених новонародженому (P58.4); реакції та інтоксикації, спричинені введенням матері опіатів, транквілізаторів та інших лікарських засобів (P04.0-P04.1, P04.4); симптоми лікарської абстиненції, обумовлені наркоманією матері (P96.1); синдроми лікарської абстиненції у новонародженого при терапевтичному використанні ліків (P96.2) |
| (P94)   | Порушення м'язового тонусу у новонародженого |
| (P94.0) | Транзиторна неонатальна тяжка міастенія |
|         | Виключаючи: тяжку міастенію (G70.0) |
| (P94.1) | Природжена гіпертонія |
| (P94.2) | Природжена гіпотонія |
|         | Синдром неспецифічної млявості дитини |
| (P94.8) | Інші порушення м'язового тонусу новонародженого |
| (P94.9) | Порушення м'язового тонусу новонародженого, неуточнене |
| (P95)   | Смерть плоду від неуточненої причини |
|         | Включаючи: мертвий плід БДВ та мертвонародження БДВ |
| (P96)   | Інші стани, що виникають в перинатальному періоді |
| (P96.0) | Природжена ниркова недостатність |
|         | Уремія у новонародженого |
| (P96.1) | Синдроми лікарської абстиненції у новонародженого, зумовлені наркоманією матері |
|         | Синдром абстиненції у немовляти, обумовлений наркоманією матері |
|         | Неонатальний синдром абстиненції |
|         | Виключаючи: реакції та інтоксикації, спричинені введенням матері опіатів та транквілізаторів при пологах та розродженні матері (P04.0) |
| (P96.2) | Синдроми лікарської абстиненції у новонародженого при терапевтичному використанні ліків |
| (P96.3) | Широкі черепні шви у новонародженого |
|         | Неонатальний краніотабес |
| (P96.4) | Переривання вагітності, вплив на плід та новонародженого |
|         | Виключаючи: переривання вагітності (вплив на матір) (O04.-) |
| (P96.5) | Ускладнення від внутрішньоматкових процедур, не класифікованих в інших рубриках |
| (P96.8) | Інші уточнені стани, що виникають в перинатальному періоді |
| (P96.9) | Стани, що виникають в перинатальному періоді, неуточнене |
|         | Вроджена слабкість БДВ |

## Виноски
1. ↑  International Statistical Classification of Diseases and Related Health Problems 10th Revision. Version:2015 (англ.). World Health Organization. Процитовано 15 листопада 2015. (англ.)
2. ↑  Клініко-статистична класифікація хвороб, розроблена на базі МКХ-10 (проект) (укр.). Міністерство охорони здоров'я України. Процитовано 15 листопада 2015. (укр.)